# Lost Traks
Lost Traks är ett musikalbum från 2001 med den nederländska sångerskan Anouk.

## Låtlista
- 01 Break Down the Wall [Original Version]
- 02 Love [Acoustic Version for Radio 3FM]
- 03 Don't [Remix]
- 04 Sacrifice [String Version]
- 05 Home Is in My Head
- 06 Redemption
- 07 I Alone
- 08 Nobody's Wife [Reggae Version - 2 Meter Sessie]
- 09 Lovin' Whiskey
- 10 Last Time
- 11 It's So Hard [2 Meter Sessie]
- 12 Break Down the Wall [Acoustic Version for Veronica FM]
- 13 Don't [Acoustic Version]
- 14 In the Sand
- 15 R.U. Kiddin' Me